# Постригань, Александр Николаевич
Постригань Александр Николаевич (род. 19 июня 1949 г., Брюховецкая, Краснодарский край, РСФСР, СССР) — российский государственный деятель и политик. Бывший глава городского округа Клин (1992—2014 гг.).

## Биография
Родился 19 июня 1949 года в станице Брюховецкая Краснодарского края, в семье служащих; после окончания школы с серебряной медалью поступил в Краснодарский политехнический институт на факультет энергетики, который закончил в 1972 году с отличием, получив специальность инженера-электрика. После окончания института как молодой специалист приехал в Клин, где работал начальником смены, затем начальником ТЭЦ объединения "Химволокно". 
В 1974—1975 гг. проходил службу в рядах Вооруженных Сил. В 1981 году был командирован в Монгольскую Народную Республику, где работал сначала начальником ТЭЦ, а затем главным энергетиком треста "Медьмолибденстрой". В 1984 году вернулся в Клин, работал главным инженером СМУ-43, а затем заместителем начальника Производственно-строительного объединения №2 Главмособлстроя.  
В феврале 1992 года назначен заместителем главы администрации Клинского района, а затем в июле 1992 года — главой Администрации Клинского района. В апреле 1996 года избран главой Клинского района, в декабре 1999 года вновь был избран главой Клинского района. 
Имеет несколько наград: в 1997 г. награжден Орденом Дружбы, в 1999 г. удостоен благодарности Президента Российской Федерации, в — 2003 Орденом Почёта. Имеет звание "Почетный строитель Московской области". 
Получил степень кандидата экономических наук в 2000 году, тема диссертации — «Доходность территории и ее влияние на сбалансированность местного бюджета». 
Женат, имеет двоих детей — сына и дочь. 
В 2014 году Постригань вышел на пенсию. Район возглавила Алена Дмитриевна Сокольская, которую рекомендовал Постригань. Первое, что инициировала протеже Постриганя, — это присвоение экс-главе звания «Почетный гражданин Клинского района».

## Личная жизнь
О личной жизни чиновника известно немного. Состоит в браке, в семье есть 2 ребенка: дочь Наталья и сын Валерий. Сын продолжил дело отца, являлся «правой рукой» и главным помощником экс-главы Клинского района. Вместе с супругой Александр вел незаконные дела, оформляя всю документацию на ее имя. Сын владеет заводом в г. Клин, долями и акциями различных предприятий, объектами недвижимости, сетью магазинов, казино, ресторанов. Есть зарубежная недвижимость. Дочь владеет многочисленной недвижимостью, как в России, так и за рубежом. Развивает в Словении свой бизнес.

## Закрытие Клинского телевидения
Клинское телевидение начало своё вещание в 1993 году, но свою насыщенную деятельность начало чуть позже: после получения официальной вещательной лицензии на телеканале начала транслироваться программа местных новостей, выходившая трижды в день. Директор телеканала Юрий Самсонов направил главе администрации Александру Постриганю письмо с требованием оплачивать отдельные культурно-образовательные программы, но получил отказ ввиду нерациональности затрат. После этого в эфир телеканала начали выходить выпуски с активной критикой деятельности руководства клинской администрации.
8 июля 1994 г. по инициативе Постриганя деятельность Клинского телевидения была приостановлена, электрическое питание аппаратной было остановлено, двери опечатаны. На следующий день распоряжение Постриганя было отменено им же. Спустя полгода Генпрокуратура возбудила уголовное дело, посчитав, что Постригань превысил свои должностные полномочия, но 10 сентября 1995 г. уголовное дело было прекращено за отсутствием состава преступления.

## Коррупционный скандал

### 2018 г.
В июне 2018 г. Постриганя задержали в аэропорту Шереметьево, который, по версии следствия, пытался покинуть страну.
В июле на судебном заседании экс-главе Клинского района были выдвинуты обвинения о превышении должностных полномочий в периоды с 2011 по 2013 гг. В то время лицами правительства и администрации г. Клин были умышленно выданы документы, разрешающие начать эксплуатацию жилого дома. Должностные лица были уведомлены, что капитальное строительство данного сооружения не было завершено в полном объёме, к тому же, работы велись с нарушениями. По этой причине проживать в доме было небезопасно. Застройщиком объекта являлась ООО «ТСТ-СТОЛИЦА». Данные действия повлекли за собой большие материальные траты. По факту нарушений возбудили уголовное дело с признаками преступления, которое предусмотрено в ч.3 ст. 286 Уголовного кодекса РФ «Превышение должностных полномочий». Также были предъявлены обвинения в получении взятки (ч.6 ст. 290 УК РФ) за незаконную выдачу разрешения на летнюю веранду и 292-ю "Служебный подлог" в виде выдачи без разрешения Госстройнадзора документации на ввод в эксплуатацию жилого дома, не оснащённого противопожарной системой и газоснабжением.
Изначально под стражу бывшего главу заключили до 28 августа 2018 г. В деле стали вскрываться новые подробности. «Суд считает целесообразным оставить Постриганя А.Н. под стражей, так как полагает, что на свободе он продолжит вести преступную деятельность. Это будет препятствовать установлению истины по данному уголовному делу» – заключение заседания суда. Произошли обыски загородной резиденции чиновника. Следственные органы составили акт об осмотре имущества.

### 2019 г.
В феврале 2019 г. появились два новых обвинения:
- Выдача незаконной документации на ввод эксплуатации дома №3А в г. Клин, который находится на Волоколамском шоссе. Объектом занимался компания «Омега-Гранд». На момент выдачи разрешения в здании не было противопожарной системы, не работали лифты, не был проведен газ.
- Выдача незаконного разрешения на строительство веранды для кафе «Мохито» для своего сына Валерия в 2014 г. Согласия на стройку от собственников кафе не было получено. По решению суда пристройка будет снесена в ближайшее время[13].

Фигурант уголовного дела по трем статьям УК — превышение должностных полномочий (ст. 286 УК РФ), служебный подлог (ст. 292 УК РФ) и получение взятки (ст. 290 УК РФ). Государство изъяло у чиновника имущество и денежные средства на сумму 5 миллиардов рублей, более 1700 объектов, многие находятся в центре города Клин, например, бывший дом быта "Элегант". А также здание кинотеатра "Мир", лодочная станция в парковой зоне, городской торговый центр, детская поликлиника, котельные района, общественная баня, культурно-исторический объект "Торговые ряды Клина", рынок, производственные комплексы градообразующих заводов с междугородними железнодорожными путями, два детских сада, базы отдыха, участки для строительства жилых домов, а также земли лесного фонда.
Ранее, в 2006 г., по сведениям агентства «Руспрес», Постригань подставным образом стал владеть квартирой в Карловых Варах (Чехия). Впоследствии с помощью отца его дочь Наталья с супругом приобрела таким же образом здесь же 4-звездочный отель «Венус». Позже они стали владельцами курортного комплекса в Словении, в состав которого входило 4 отеля. В документах Постриганя зарубежная недвижимость не была отображена.

### 2020 г.
Летом 2020 г. следственными органами СК РФ было возбуждено ещё одно дело в отношении экс-главы и его сообщников по подозрению в организации преступного сообщества и участии в нём (ч. 1,2,3 ст. 210 УК РФ). Постригань, являясь главой Клинского муниципального района Московской области, в период с августа 2003 года по июнь 2018 года создал преступное сообщество, состоящее из трех структурных подразделений, в состав которого также вошли другие должностные лица местной администрации. В указанный период участниками преступного сообщества совершено 16 тяжких преступлений – 8 эпизодов присвоения чужого имущества, вверенного виновному (ч. 4 ст. 160 УК РФ), 1 эпизод мошенничества (ч. 4 ст. 159 УК РФ) в виде приобретения права на чужое имущество путем обмана. Общая сумма ущерба составила не менее 70 млн рублей, все уголовные дела были объединены в одно судопроизводство. 
В декабре 2020 г. Постригань судом был признан виновным по предыдущим обвинениям, ему было назначено наказание в виде 15 лет лишения свободы в колонии строгого режима, а также штраф в размере 116 млн рублей.

### 2021 г.
По судопроизводству, открытом в 2020 г., следствием были приняты обеспечительные меры, направленные на возмещение материального ущерба, причиненного государству. Были наложены аресты на сотни объектов недвижимости, по которым в последующем Клинским городским судом по иску Генеральной прокуратуры РФ принято решение об обращении имущества Постриганя и аффилированных ему лиц стоимостью в 10 млрд рублей в доход государства. В связи с чем ущерб, причиненный государству, возмещен в полном объеме.

### 2023 г.
В 2023 г. с учётом всех обвинений суд приговорил Постриганя к 18 годам лишения свободы в колонии строгого режима, тем самым продлив срок отбывания наказания. Его сообщники были приговорены к наказанию от 5 лет 6 месяцев до 12 лет 6 месяцев лишения свободы.